# AC (Komplexitätsklasse)
In der Komplexitätstheorie, speziell der Schaltkreiskomplexität, ist AC eine Komplexitätsklasse und ACi eine Hierarchie von Komplexitätsklassen. Für jedes {\displaystyle i\in \mathbb {N} } enthält ACi die formalen Sprachen, die von Schaltkreisfamilien mit Tiefe {\displaystyle O(\log ^{i}n)}, polynomieller Größe, und Und- und Oder- mit unbeschränktem Fan-In und eventuell Nicht-Gattern an den Eingängen erkannt werden. Die Klasse AC ist dann definiert als
{\displaystyle {\mbox{AC}}=\bigcup _{i\geq 0}{\mbox{AC}}^{i}.}
Der Name AC wurde in Analogie zu NC gewählt, wobei A für „alternierend“ steht, was sich sowohl auf die Alternation zwischen Und- und Oder-Gattern in AC-Schaltkreisen als auch auf alternierende Turingmaschinen bezieht.
Die kleinste AC-Klasse ist AC0, in der Sprachen liegen, die von Schaltkreisen konstanter Tiefe erkannt werden. Es gilt {\displaystyle AC^{0}\subsetneq AC^{1}}; ansonsten ist unbekannt, ob die Hierarchie echt ist.
Für jede natürliche Zahl p bezeichnet ACi[p] oder ACCi[p] die Klasse der Probleme, die von ACi-Schaltkreisen plus Modulo p-Gattern erkannt werden. Ein Modulo p-Gatter gibt dabei genau dann 1 aus, wenn die Zahl der Eingaben mit Wert 1 nicht durch p teilbar ist. Die Klassen ACCi sind ähnlich definiert und erlauben beliebige Modulo-Gatter.

## Bezug zu anderen Klassen
Die NC-Klassen sind ähnlich definiert, erlauben aber nur Schaltkreisfamilien, deren Gatter konstanten Fan-In haben. Die TC-Klassen erweitern die Definition von AC durch Majority-Gatter. Für jedes i gilt:
{\displaystyle {\mbox{NC}}^{i}\subseteq {\mbox{AC}}^{i}\subseteq {\mbox{AC}}^{i}[p]\subseteq {\mbox{ACC}}^{i}\subseteq {\mbox{TC}}^{i}\subseteq {\mbox{NC}}^{i+1}.}
Daraus folgt NC = AC = TC = ACC.